# Chicken fried steak
La chicken fried steak o country-fried steak è un piatto tradizionale degli Stati Uniti meridionali.

## Storia
Benché sia un piatto di origini incerte, molte fonti attribuiscono l'invenzione della chicken fried steak agli immigrati tedeschi e austriaci che, una volta giunti in Texas, idearono una variante della Wiener Schnitzel sostituendo la carne di maiale con quella di manzo. Il capoluogo della contea di Dawson Lamesa, che si trova nelle South Plains del Texas, rivendica le origini della chicken fried steak e tiene un festival annuale dedicato ad essa.
Nell'edizione del 1838 del Virginia Housewife di Mary Randolph è contenuta una delle prime ricette con carne di vitello fritta pubblicate negli USA, ed è una preparazione che ha molti elementi in comune con la chicken fried steak. A partire dalla fine del XIX secolo, vennero pubblicati i metodi per preparare la bistecca di manzo impanata in molti tomi di cucina regionale. L'Oxford English Dictionary asserisce che il termine chicken fried steak fu già usato nella pubblicità di un ristorante presente sulla Gazette di Colorado Springs del 19 giugno 1914.
In un libro di cucina americana del 1943 appare una ricetta per preparare la Wiener Schnitzel con la salsa gravy, un ingrediente anche presente nella chicken fried steak.
Dal 1988 la bistecca fritta di manzo è riconosciuta fra i piatti tipici dell'Oklahoma.

## Caratteristiche e preparazione
La chicken fried steak è un piatto a base di carne di manzo che, dopo essere impanata e fritta, viene condita con salsa gravy di manzo e cipolle e servita con purè, verdure, Texas toast o biscuit. Nel Texas e negli stati circostanti, la bistecca di pollo viene fritta in uno spesso strato di olio in una padella e servita con la tradizionale salsa a base di latte e pepe. Nel Midwest è di uso comune servire l'alimento a colazione con pane tostato e patate fritte.

## Piatti simili

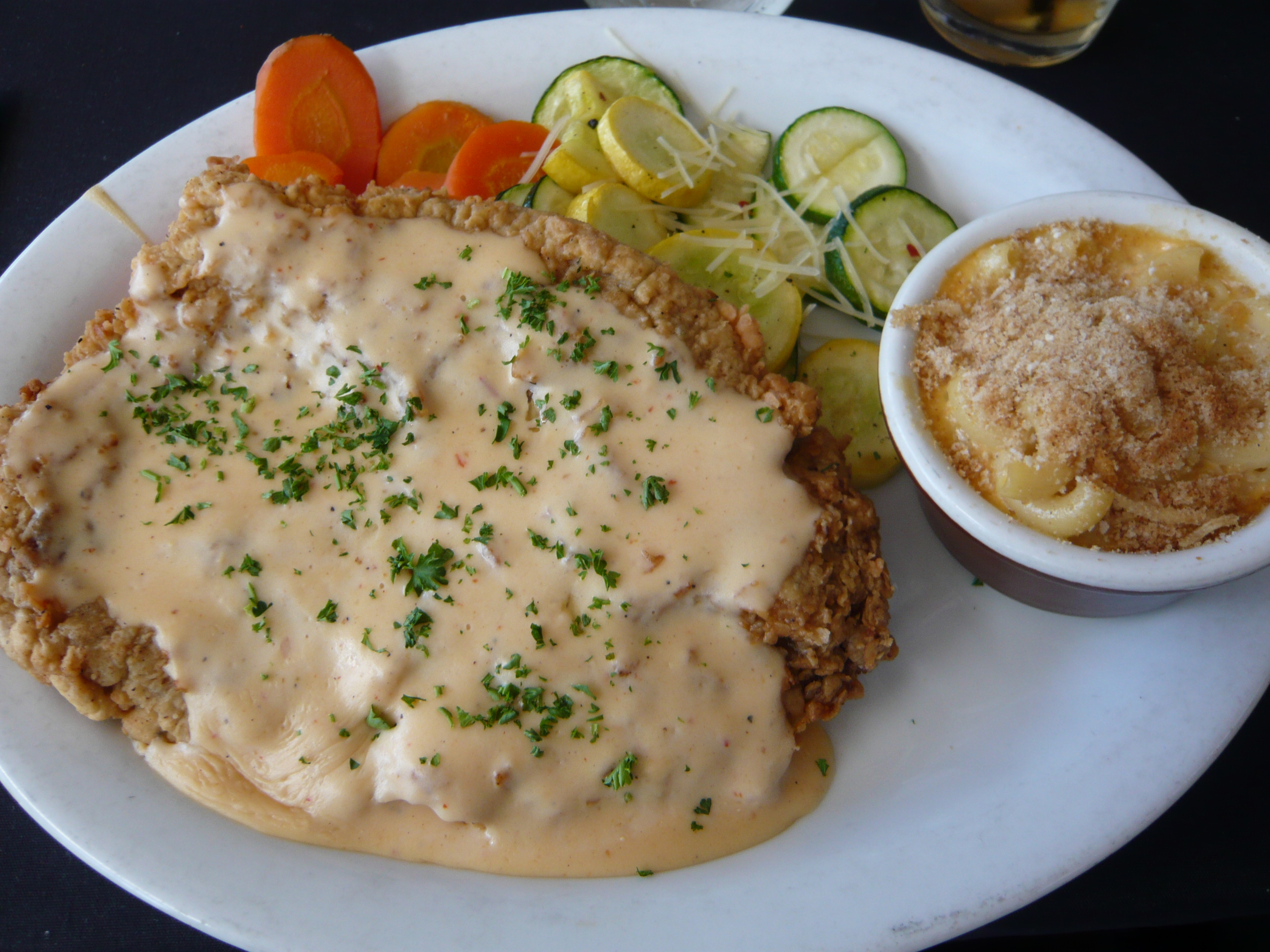
Chicken fried steak con salsa gravy al chipotle, maccheroni al formaggio e verdure

Fra i piatti simili alla chicken fried steak vi sono, oltre alla sopracitata Wiener Schnitzel, la cotoletta alla milanese italiana e i collops scozzesi.
Nell'Idaho viene preparato un piatto conosciuto come finger steak o steak finger con carne impanata tagliata a strisce e consumata con uova, patatine fritte e salsa gravy.
La chicken fried steak funge a volte da farcia per i panini assieme alla salsa alla panna  (chicken fried steak sandwich).